# Alexander Van der Bellen
Alexander Van der Bellen (Viena, 18 de enero de 1944) es un economista y político austríaco, miembro del partido Los Verdes-La Alternativa Verde y  presidente federal de Austria desde 2017. 
Tras concurrir como independiente en las elecciones presidenciales de 2016, auspiciado por el Partido Verde, derrotó por estrecho margen (50,3 %) al candidato ultraderechista Norbert Hofer, fue proclamado presidente electo de Austria. Sin embargo, tras una impugnación presentada por el partido de Hofer, el 1 de julio de 2016, el Tribunal Constitucional declaró anulados los resultados, ordenando la repetición de la segunda vuelta tras encontrar irregularidades en el recuento de los votos por correo. En las elecciones del 4 de diciembre de 2016 logró imponerse nuevamente a su rival Norbert Hofer, convirtiéndose en presidente de Austria.

## Biografía
Nacido en el 18 de enero de 1944 en la ciudad de Viena cuando esta era parte de la Alemania Nacionalsocialista. Alexander es parte de la familia noble Van der Bellen, de origen neerlandés, emigrada a la Rusia zarista a mediados del siglo XVII, donde se convirtieron en nobles (barones del imperio ruso). En 1919, tras el triunfo de la revolución bolchevique, sus abuelos huyeron a Estonia, donde su padre conocería a su madre.
Pasó su infancia en el Tirol, y en 1962 se graduó en el Akademisches Gymnasium de Innsbruck. Estudió Ciencias Económicas en la Universidad de Innsbruck, recibió su doctorado en 1970. Desde el 1968 hasta el 1970 trabajó como ayudante en el Institut für Finanzwissenschaft de Innsbruck, y entre el 1972 y el 1974 en el Internationales Institut für Management und Verwaltung de Berlín. Logró la habilitación en 1975.
En 1976 lo designaron profesor extraordinario en la Universidad de Innsbruck. Más adelante se fue a Viena, donde enseñó Ciencias Económicas como profesor ordinario en la Universidad de Viena desde el 1977 al 1980. Posteriormente, ocupó la presidencia de Ciencias Económicas en dicha universidad: del 1990 al 1994 fue decano de la Facultad de Ciencias Sociales y Económicas.
Antiguo miembro del Partido Socialdemócrata de Austria, Van der Bellen pasó a ser miembro del Consejo Nacional (en alemán Nationalrat) para el partido Verde en 1994. Desde el 1994 hasta 2008 fue su portavoz federal, y desde el 1999 presidente del grupo parlamentario de los Verdes en el Consejo Nacional de Austria.
Concurre como independiente, aunque auspiciado por el Partido Verde, a la primera vuelta de las elecciones presidenciales realizadas el 24 de abril de 2016. Tras quedar en segundo lugar, logra imponerse en segunda vuelta al candidato derechista Norbert Hofer, del Partido de la Libertad, por un estrecho margen del 0,6 puntos porcentuales de los votos, consagrándose como presidente electo.
El 1 de julio de 2016, el Tribunal Constitucional declaró anulados los resultados y ordenó la repetición de la segunda vuelta tras encontrar irregularidades en el recuento de los votos por correo. Es proclamado vencedor en la repetición de la segunda vuelta de las elecciones a la presidencia del país el domingo 4 de diciembre de 2016. 
El 27 de enero de 2017, asumió el cargo de presidente federal de Austria.

### Religión
Cuando era joven, Van der Bellen dejó la Iglesia Evangélica porque estaba molesto por su pastor local. Según sus propias palabras, no cree en el único Dios, sino en un "mensaje o visión" ("Botschaft oder Vision"), que en su opinión establece el Nuevo Testamento. Sin embargo, en una entrevista en 2019 declaró que se reincorporó a la Iglesia Evangélica de la Confesión de Augsburgo ese mismo año.

## Condecoraciones
Nacionales
- Condecoración de Honor por los Servicios a la República de Austria [Medalla de Oro] (04/05/2004).[13]
- Condecoración de Honor por los Servicios a la República de Austria [Gran Estrella] (26/01/2017).

Extranjeras
- Gran Estrella de la Orden del Mérito del Principado de Liechtenstein (Principado de Liechtenstein, 20/03/2018).[14]